# Antonio de Gregorio Rocasolano
Antonio de Gregorio Rocasolano (Saragossa, 11 d'abril de 1873 - 25 d'abril de 1941) va ser un químic i acadèmic aragonès, catedràtic de Química general de la Universitat de Saragossa, ciutat en la qual va desenvolupar pràcticament tota la seva vida professional.

## Biografia
Deixeble de Bruno Solano a l'Escola de Química de Saragossa, on es va llicenciar el 1892. Va completar la seva formació el 1893 amb un curs de Microbiologia impartit per Émile Duclaux a París, doctorant-se a Madrid el 1897. El 1902 obté la càtedra de Química General de Barcelona, incorporant-se a la Universitat de Saragossa per a l'acompliment d'aquesta càtedra per permuta a l'any següent. El 1913 viatja a París per completar els seus estudis sobre l'alimentació del nitrogen per via bacteriana, gràcies a una pensió concedida per la Junta per a l'Ampliació d'Estudis. A Saragossa va ser vicerector el 1921 i rector el 1929. Va ser president de la Reial Acadèmia de Ciències de Saragossa des de 1922 fins a 1932 i doctor honoris causa per la Universitat de Tolosa de Llenguadoc. El 1923 va ser un dels amfitrions en una visita d'Albert Einstein a Saragossa.
Després del cop d'estat de 1936 tingué un paper important en la configuració de la Universitat i la ciència durant el període franquista. Va ser nomenat president de la Comissió per a la Depuració del Personal Universitari (o Comissió “A”), que tindrà la seva primera seu a Saragossa. Aquesta Comissió, formada inicialment per Rocasolano (Saragossa), Ángel González-Palencia Cabello (Madrid), Lorenzo Torremocha Téllez (Valladolid), Isaías Sánchez Tejerina (Valladolid) i Teodoro Andrés Marcos (Salamanca) va ser responsable de la separació de servei, sanció, inhabilitació o trasllat d'un gran nombre de professors de vàlua.El 1938 va ser nomenat acadèmic numerari de la Reial Acadèmia de Ciències Exactes, Físiques i Naturals. El 1939 es crea el Consell Superior d'Investigacions Científiques (CSIC) per substituir la Junta per a l'Ampliació d'Estudis i Recerques Científiques (JAE), i Rocasolano n'és nomenat vicepresident (1940). Rep també el 1940 la Gran Creu de la Orde Civil d'Alfons X el Savi. L'Institut de Química-Física del CSIC, successor de l'Institut fundat el 1932 gràcies al suport econòmic de Rockefeller i que fou centre científic espanyol capdavanter fins a la Guerra Civil, va ser reanomenat i es coneix avui com a “Institut Rocasolano”. Després de la seva defunció Rocasolano va ser lloat com a «capità de la Ciència espanyola, mestre preclar, falangista sencer en servei permanent i esperit selecte en la visió de l'ensenyament nacional».
El pensament polític de Rocasolano està exposat en diversos materials. Durant la Segona República va ser membre del grup polític Acción Española, creat a partir de la revista del mateix nom. Després de la guerra va participar en la construcció del discurs nacional-catòlic. El 1940 va ser un dels col·laboradors de l'obra col·lectiva Una poderosa fuerza secreta, en el que es criticava la tasca de la Institución Libre de Enseñanza (ILE). Rocasolano en va dirigir fortes crítiques i la JAE, que se centraven en la falta de suports al laboratori que fundés a Saragossa, al caràcter no directament aplicatiu de la recerca («poc aprofitable per a la indústria nacional o per a la producció del camp») i, finalment, al tòpic que la JAE «desarticula la nostra pròpia cultura, atacant-la a la seva base religiosa».
En la seva obra es troben estudis relacionats amb l'agricultura i l'alimentació nitrogenada de les plantes, així com amb cinètica i catàlisi de col·loides i el moviment brownià. També s'han assenyalat les seves privilegiades relacions amb notables científics estrangers. Va escriure, entre altres obres, Estudios químico físicos sobre la materia viva (2ª ed, 1917) o Aportaciones bioquímicas al problema agrícola del nitrógeno (tres volums, 1933-1939). Va morir el 1941.